# Nana Forte
Nana Forte, slovenska skladateljica in sopranistka, * 24. september 1981, Zagorje ob Savi.
Po maturi na Srednji glasbeni in baletni šoli v Ljubljani, kjer je prejela tudi Škerjančevo nagrado, je na Akademiji za glasbo v Ljubljani zaključila študij kompozicije. Kot pevka je bila članica mladinskega zbora Veter in APZ Tone Tomšič. Njen skladateljski opus obsega večinoma zborovske skladbe, do zdaj najbolj odmevna pa je bila skladba Libera me.
Je hči preminulega slovenskega predsednika Janeza Drnovška.
Njen partner je Jure Ivanušič.

## Domača stran
- nanaforte.com